# Кибве, Жан-Батист
Жан-Батист Кибве Пампала (фр. Jean-Baptiste Kibwe Pampala; 23 марта 1924, Элизабетвиль — 21 ноября 2008, Брюссель) — конголезский и катангский политик, менеджер и финансист. Близкий соратник Моиза Чомбе. Вице-премьер и министр финансов Государства Катанга в 1960—1963 годах. При режиме Мобуту — администратор горнодобывающей корпорации UMHK. Участвовал в политическом урегулировании после Второй конголезской войны. До конца жизни сохранял политическое влияние в Катанге.

## В партии Чомбе
Родился в семье, проникнутой духом катангского сепаратизма. Образование получил в элизабетвильском Институте святого Бонифация. По специальности был юристом, социологом и политэкономом. С 1954 года работал судьёй в Элизабетвиле.
В 1958 году принял участие в создании партии CONAKAT Моиза Чомбе. С 1959 — вице-председатель партии. Был активным сторонником независимости Катанги. В апреле—мае 1960 Кибве вместе с Чомбе участвовал в Бельгийско-конголезской конференции круглого стола, где обсуждалась процедура деколонизации Конго.
Жан-Батист Кибве придерживался правых антикоммунистических взглядов, был сторонником сохранения тесных связей со странами Запада, прежде всего с Бельгией.

## В правительстве Катанги
30 июня 1960 года была провозглашена независимость Конго. Правительство возглавил левый политик Патрис Лумумба. Партия CONAKAT находилась в жёсткой оппозиции. Уже 11 июля 1960 года Чомбе объявил об отделении независимой Катанги от Республики Конго.
В Государстве Катанга Моиз Чомбе занял пост президента и главы правительства. Жан-Батист Кибве получил в его кабинете портфель вице-премьера и министра финансов. Курировал связи с бельгийской горнодобывающей корпорацией UMHK и другими иностранными инвесторами. Кибве считался эффективным экономическим организатором, много сделавшим для хозяйственного развития Катанги. Наряду с самим Чомбе и руководителем катангских силовых структур министром внутренних дел Годфруа Мунонго, Жан-Батист Кибве принадлежал к самым влиятельным лидерам Катанги. Кибве состоял вместе с Годфруа Мунонго, Жозефом Кивеле и Альфонсом Киелой в «малом кабинете» — группе ведущих министров, наделённых правом принимать решения в отсутствие президента Чомбе.
Жан-Батист Кибве был непримиримым противником Патриса Лумумбы, причисляется к организатором его убийства в Катанге 17 января 1961. Давал свидетельские показания об убийстве Лумумбы комиссии бельгийского парламента.

Я там видел Лумумбу. Я напомнил ему, как в своё время он мне говорил: «Милый Жан, когда я приеду в Катангу, мы сокрушим вашу партию». Я тогда ему ответил: «Нет, это мы вас раздавим». Мы вспомнили это. И он сказал: «Да, я пришёл сюда, и вы действительно раздавили меня».

Жан-Батист Кибве

Расстрел Патриса Лумумбы, Жозефа Окито и Мориса Мполо Жан-Батист Кибве объяснил тем, что в случае своей победы Лумумба и его сподвижники поступили бы аналогичным образом. По отзывам очевидцев, Кибве, лично присутствовавший при расстреле Лумумбы, пребывал в хорошем настроении, обменивался шутками с Мунонго.

## В политике Конго
В результате Катангской войны провинция была воссоединена с Конго. В короткий период пребывания Чомбе на посту главы правительства Кибве выступал в качестве консультанта. После отстранения Чомбе и прихода к власти Мобуту Кибве являлся администратором UMHK. В отличие от эмигрировавшего Моиза Чомбе, арестованного Годфруа Мунонго, казнённого Эвариста Кимбы, Кибве не был подвергнут репрессиям.
При Мобуту и после его свержения Жан-Батист Кибве сохранял серьёзное влияние на положение в Шабе-Катанге (во многом за счёт давних и тесных связей с внешнеэкономическими партнёрами).
Жан-Батист Кибве участвовал в процессе урегулирования после Второй конголезской войны. Отстаивал региональные интересы Катанги. В 2003—2006 годах Кибве был видным деятелем оппозиции правительству Жозефа Кабилы. Возглавлял Клуб Лубумбаши — собрание наиболее влиятельных политиков и бизнесменов Катанги. Курировал катангский ФК ТП Мазембе. Был близок к крупному предпринимателю Моизу Катумби, который в 2007—2015 годах был губернатором Катанги.
Последние годы Жан-Батист Кибве провёл в Брюсселе. Скончался 21 ноября 2008 года в возрасте 84 лет.